# Salitrillo, Tlatlaya
Salitrillo är en ort i Mexiko.   Den ligger i kommunen Tlatlaya och delstaten Mexiko, i den södra delen av landet, 150 km sydväst om huvudstaden Mexico City. Salitrillo ligger 827 meter över havet och antalet invånare är 153.
Terrängen runt Salitrillo är huvudsakligen kuperad, men norrut är den bergig. Runt Salitrillo är det ganska glesbefolkat, med 47 invånare per kvadratkilometer. Närmaste större samhälle är Santa Ana Zicatecoyan, 2,5 km nordost om Salitrillo. I omgivningarna runt Salitrillo växer huvudsakligen savannskog.